# Betty Söderberg
Betty Helene Eva Söderberg (* 6. November 1910 in München; † 27. Oktober 1993 in Kopenhagen) war eine dänische Schauspielerin.

## Leben
Betty Söderberg war die Tochter des schwedischen Schriftsteller Hjalmar Söderberg und der dänischen Maskenbildnerin Emilie Voss (1876–1957). Aus der ersten Ehe ihres Vaters hatte sie drei Geschwister. Sie wurde in München geboren, wuchs in Stockholm auf und lebte ab 1931 in Dänemark.
Von 1931 bis 1934 besuchte sie die Staatliche Theaterschule in Kopenhagen, wo sie ihre Schauspielausbildung absolvierte. Von 1934 bis 1939 war sie festes Ensemblemitglied am Betty-Nansen-Theater. Danach gastierte sie als Theaterschauspielerin auch am Folketeatret, Aarhus Teater, Odense Teater und am Königlichen Theater Kopenhagen. Von 1933 bis 1948 wirkte sie als Schauspielerin vor der Kamera in neun Filmen mit.
Betty Söderberg heiratete am 4. Mai 1934 den Literaturwissenschaftler und späteren Angeordneten des Dänischen Parlaments, Hakon Stangerup (1908–1976). Aus der Ehe gingen zwei Kinder hervor, Henrik Stangerup und Eva Helle Stangerup. Ihr Enkel ist Jacob Stangerup. Söderberg starb am 27. Oktober 1993 im Alter von 82 Jahren in Kopenhagen. Ihre Grabstätte befindet sich auf dem Vestre Kirkegård.

## Filmografie
- 1933: Tango
- 1938: Alarm
- 1938: Under byens tage
- 1938: Blaavand melder Storm
- 1939: De tre Maske fire
- 1940: Vagabunden
- 1942: Et skud for midnat
- 1943: Møllen
- 1948: Herr Petit